# Tataki
Il tataki, chiamato anche tosa-mi, è una tecnica di preparazione del pesce (solitamente tonno) o della carne tipica della cucina giapponese. 
In giapponese, tataki (た た き) significa "pestato" o "colpito a pezzi".

## Tecnica
La carne o il pesce vengono arrostiti per pochissimo tempo su una padella, marinati in aceto e poi affettati; sono spesso ricoperti con sesamo o gomasio (sesamo tostato e sale) o condito con zenzero. La tecnica è originaria di Tosa (Prefettura di Kōchi) e probabilmente fu elaborata da Sakamoto Ryōma, un ribelle samurai del XIX secolo.